# Liste der Kulturgüter in Falera
Die Liste der Kulturgüter in Falera enthält alle Objekte in der Gemeinde Falera im Kanton Graubünden, die gemäss der Haager Konvention zum Schutz von Kulturgut bei bewaffneten Konflikten, dem Bundesgesetz vom 20. Juni 2014 über den Schutz der Kulturgüter bei bewaffneten Konflikten sowie der Verordnung vom 29. Oktober 2014 über den Schutz der Kulturgüter bei bewaffneten Konflikten unter Schutz stehen.
Objekte der Kategorie A sind vollständig in der Liste enthalten, Objekte der Kategorie B sind im Gemeindegebiet nicht ausgewiesen, Objekte der Kategorie C fehlen zurzeit (Stand: 13. Oktober 2021).

## Kulturgüter
| Foto |                                                         | Objekt | Kat. | Typ | Standort                      | Beschreibung |
| ---- | ------------------------------------------------------- | --- | ---- | --- | ----------------------------- | ------------ |
| ja   | Datei hochladen · Wikidata zu Remigiuskirche (Q2142988) | Katholische Kirche St. Remigius / Baselgia catolica Sogn Rumetg KGS-Nr.: 2998                                                                                            | A    | G   | Sogn Rumetg 1 737060 / 184701 |              |
| ja   | Datei hochladen · Wikidata zu Parc la Mutta (Q2051979)  | Muota e Planezzas, bronze- und eisenzeitliche Siedlung, Megalithenanlage / Muota e Planezzas, culegna dal temp da bronz e da fier, lieu cultic da megalits KGS-Nr.: 9615 | A    | F   | 737130 / 184742               |              |